# Joschka Fischer
Pour les articles homonymes, voir Joseph Fischer et Fischer.
Joseph Martin Fischer, plus connu sous le nom de Joschka Fischer, né le 12 avril 1948 à Gerabronn dans le Bade-Wurtemberg, est un homme politique allemand, membre de l'Alliance 90 / Les Verts. De 1998 à 2005, il est vice-chancelier et ministre des Affaires étrangères d'Allemagne.

## Biographie
Joschka Fischer est le troisième enfant d'un couple d'Allemands de Hongrie qui ont quitté Budapest en 1946 après l'occupation de la Hongrie par l'Armée rouge. Ils s'installent à Langenbourg dans le Bade-Wurtemberg. Son surnom « Joschka » est dérivé de Jóska, diminutif du prénom hongrois József.
En 1965, il quitte le Gymnasium et entame une formation de photographe qu'il arrête une année plus tard.
En 1967, il s'engage dans l'Union socialiste allemande des étudiants (SDS), qu'il représente dans un voyage auprès des groupes palestiniens à l'hiver 1968-1969, remplaçant les dirigeants. Quelques semaines après ce voyage, son nom apparaît dans l'Ours du journal du SDS, peu avant la dissolution du syndicat.
Entre-temps, au printemps de 1968, il s'est rendu à Francfort-sur-le-Main pour assister aux conférences des théoriciens de la nouvelle gauche, Theodor W. Adorno, Jürgen Habermas et Oskar Negt. Le lundi de Pâques, il a participé avec Edeltraud, sa première épouse, au blocus de la maison d'édition Springer à Francfort-sur-le-Main pour empêcher la livraison du journal Bild. Quelques jours auparavant, Rudi Dutschke, leader du SDS, avait été victime d'un attentat dans la rue à Berlin.
Avec un groupe d'amis de Francfort-sur-le-Main, parmi lesquels Daniel Cohn-Bendit, il fonde en 1969 la librairie Karl-Marx et le mouvement d'extrême-gauche Revolutionärer Kampf (RK ; en français « Combat révolutionnaire »), qu'il qualifiera, en 1986, d'« anarcho-mao-spontex », mais qui entretient dès le début des relations étroites avec d'autres groupes maoïstes européens aux objectifs proches: Lotta continua en Italie et la Gauche prolétarienne en France. Dès 1969, le journal de la Gauche prolétarienne française, La Cause du peuple s'intéressait à l'action de Lotta continua, encore en émergence, et des comités de base en Italie, au moment de la grande grève[Où ?] d'avril 1969 après le meurtre de deux militants par la police dans l'Italie du Sud. Son numéro daté d'avril-mai 1969, y consacrait un article titré "L'essor du mouvement révolutionnaire en Italie". En 1972, André Glucksmann, un des dirigeants de la Gauche prolétarienne rencontre Fischer à Francfort-sur-le-Main, via leur ami proche commun, Daniel Cohn-Bendit. La même année, il passe un mois à Milan pour étudier le paysage politique.
Dès son origine, Revolutionärer Kampf publie un journal éponyme, puis à partir de janvier 1973 se transforme en maillon principal d'un nouveau journal interégional allemand Wir Wollen Alles (Nous voulons tout) qui s'inspire de son prédécesseur français Tout !, fondé lui à l'automne 1970, également par des maoïstes, mais français.
Lors de l'hiver 1970-1971, ce nom Wir Wollen Alles, est aussi utilisé  en Allemagne à l'usine Opel de Rüsselsheim am Main, comme slogan d'un bulletin d'entreprise lancé par un groupe de militant de RK mené par Matthias Beltz et Joschka Fischer, qui se sont fait embaucher chez Opel, en fournissant de faux CV, dans une usine de 35 000 salariés. Six mois après l'embauche de Fischer chez Opel, une assemblée de 10 000 salariés est organisée à la mi-1971 par le syndicat de l'usine. Joschka Fischer et ses amis ont réussi à se glisser au micro pour appeler à la grève en dénonçant l'inaction du syndicat. Celui-ci coupe rapidement le son et les responsables syndicaux leur demandent de quitter le micro, mais la séquence tourne à une violente bagarre à coups de chaises et de tables, qui se retrouvent en morceaux, selon Barbara Köster. Le groupuscule maoïste est alors renvoyé de l'usine.
En janvier 1973, le premier numéro de Wir Wollen Alles annonce une grande manifestation nationale, contre la guerre du Viêt Nam. Ce nouveau journal sera publié jusqu'en juin 1975, sous la responsabilité de Joschka Fischer. Au cours des mois suivants, le groupe "Revolutionärer Kampf" n'a plus de journal. Seize mois plus tard, en octobre 1976, Daniel Cohn-Bendit présente le numéro zéro d'un autre journal, moins politique et plus culturel, cette fois à nouveau centré sur Francfort-sur-le-Main, dont il est personnellement propriétaire, le Pflasterstrand et en parlera comme le « magazine de référence du milieu anarchiste à Francfort ».
Entre-temps, il s'est tourné vers la violence après que le 29 septembre 1971 le maire Walter Möller (SPD) de Francfort-sur-le-Main ait décidé un moratoire sur les opérations de "réhabilitation urbaine" car 110 personnes parmi lesquelles Daniel Cohn-Bendit, Hans-Joachim Klein et Joschka Fischer se sont battus avec les policiers deux jours de suite pour tenter de les empêcher d'entrer dans une maison de briques de trois étages, au 113 de la rue Grüneburgwep lors d'un affrontement, devant les photographes qui a fait 20 blessés. Joschka Fischer devient le chef d'une  structure clandestine qui divisait le mouvement, les garçons disparaissant le week-end sans dire où ils allaient, via un convoi de voitures qui ont recherché des parties isolées de la forêt du Taunis pour y pratiquer l'entrainement au combat avec bouclier, pierres et bâton, réunissant jusqu'à 40 hommes et provoquant des entorses et ecchymoses. A travers Fischer, "la lutte a été ritualisée et est devenue peu à peu une fin en soi", racontera un participant à ses biographes. Il appelle à l'ouverture massive de squats hébergeant des communautés et des crèches « antiautoritaires ».
En mars 1973, le moratoire sur les expulsions du Maire de Francfort-sur-le-Main expirant, le groupe armé de Joschka Fischer attaque au début avril 1973 la police qui se dirige vers une maison occupée au 51 de la rue Kettenhofweg avant même qu'elle ne s'approche du bâtiment, avec tuyaux en plomb et des outils tranchants, ou des billes de verre tirées avec des frondes pour percer les boucliers de la police, et un "niveau inconnu d'agressivité et de brutalité", selon le rapport de la police de Francfort-sur-le-Main. AU cours de cette "bataille à Kettenhofweg", 48 policier sont blessés. Le reportage de la télévision allemande et la série de photos parues dans la presse montrent Fischer attirer un policier dans un piège où il se fait tabasser à cinq contre un, avant d'être secouru par un autre policier se précipite pour aider son collègue, les agresseurs s'enfuient.
Puis lors d'un débat public tenu en 1974 avec les jeunes socialistes, Joschka Fischer avait défendu les jets de pierres contre les « représentants du système »,. Le 10 mai 1976, après la mort d'Ulrike Meinhof dans sa prison pour terroristes, sur le campus de l'université de Francfort-sur-le-Main, une manifestation interdite devient confrontation avec la police, jugée inévitable par les leaders, une pluie de pierres et de cocktails Molotov. Un policier est gravement brûlé et le 14 mai la police perquisitionne 14 squats de Francfort: 14 personnes sont arrêtées, dont Joschka Fischer , ensuite relâché et 4 autres participants à l'attaque du consulat général de l'Espagne franquiste, sept mois plus tôt. Selon les témoins, « une majorité a voté pour que la police soit livrée à une bataille qu'ils n'oublieraient pas » lors d'une réunion le 10 mai 1976 présidée par Joschka Fischer dirigeait la discussion, selon le livre Wir sind die Wahnsinnigen de Christian Y. Schmidt, mais selon un deuxième témoin qui a assisté à la réunion, retrouvé par Der Spiegel, il n'aurait pas activement défendu l’utilisation de cocktails Molotov, même s'il n'a pas non plus contredit ceux qui le réclamaient.
Lors de l'automne allemand (Deutscher Herbst) en 1977, le dirigeant du patronat allemand Hanns Martin Schleyer est enlevé puis tué par la Fraction armée rouge (RAF) et un avion de la Lufthansa est détourné. Ces évènements poussent Joschka Fischer à abandonner les actions violentes  et il aurait dit à ses amis, selon ses propres souvenirs, « laissez les bombes, camarades, et reprenez les pavés ! ». Il se tourne vers le mouvement alternatif, puis plus tard vers le parti des Verts. Dans une interview de 2001 donnée à Der Spiegel, il explique son revirement, qu'il associe à l'affaire Entebbe : "Pour moi, cependant, le différend d'Entebbe était bien plus crucial, le détournement d'un avion d'Air France en route de Tel Aviv à Paris en 1976, dans lequel des terroristes allemands avaient « sélectionné » les passagers entre juifs et non-juifs. Je me suis demandé, où tout cela va-t-il ? C'était tout simplement horrible ! Nous avons progressivement compris que ceux qui avaient commencé comme antifascistes en se détournant de la génération de leurs parents avaient fini par adopter les actions et le langage du national-socialisme."
Il devient alors chauffeur de taxi ou vendeur à l'occasion.

## Carrière politique

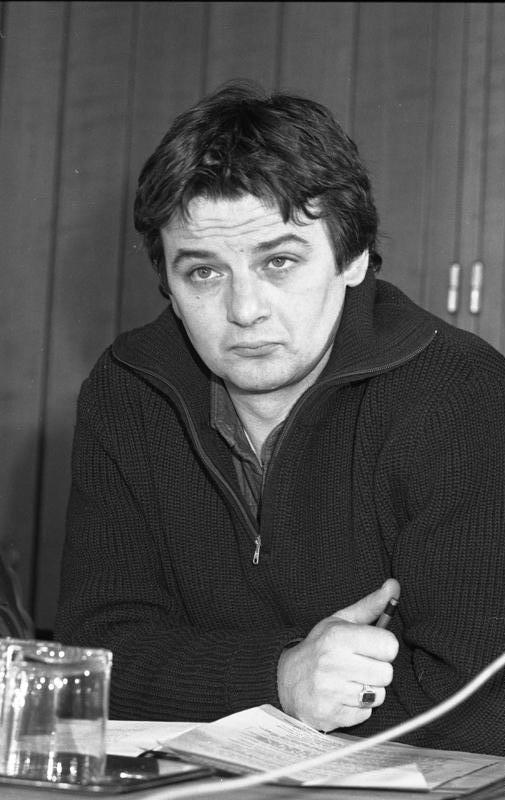
Joschka Fischer lors de la conférence de presse des Verts, à Bonn, lors des élections législatives, le 17 février 1983.

Entré en 1982 dans le parti écologiste die Grünen (les Verts), il devient député au Bundestag, la chambre basse du Parlement, en 1983 et le reste jusqu'en mars 1985.
De décembre 1985 à février 1987, il est ministre de l'Environnement et de l'Énergie du Land de Hesse, dans le cabinet du social-démocrate Holger Börner. Il s'agit de la première participation gouvernementale des Verts allemands dans un Land. Son ministère a été créé à cette occasion. Il occupe cette fonction une deuxième fois de 1991 à 1994, période pendant laquelle il est également ministre pour les affaires fédérales.
D'avril 1987 à avril 1991, il est député et président du groupe parlementaire des Verts au parlement du Land de Hesse.
Entre octobre 1994 et octobre 1998, il est le porte-parole du parti Bündnis 90/Die Grünen (Alliance 90 / Les Verts). Il est à nouveau élu député au Bundestag en octobre 1994 et le reste jusqu'en septembre 2006.
Du 27 octobre 1998 au 22 novembre 2005, il est vice-chancelier et ministre fédéral des Affaires étrangères de la République fédérale d'Allemagne dans les cabinets Schröder I et II.
Pendant cette période, il amène les Verts allemands « à rompre avec le pacifisme pour soutenir l'intervention militaro-humanitaire dans les Balkans et en Afghanistan. » Avec le chancelier Gerard Schröder et le ministre de la défense Rudolf Scharping, il entraîne au Kosovo l'Allemagne dans sa première guerre depuis 1945. Cette guerre provoque d'intenses débats en Allemagne, certaines affirmations qui ont convaincu l'opinion publique se révélant par la suite être erronées ou mensongères, tel le prétendu Plan Fer-à-cheval. Le journaliste allemand Jürgen Elsässer est particulièrement critique de ces annonces, qu'il dénonce dans son livre La RFA dans la guerre au Kosovo,.
En septembre 2006, Joschka Fischer renonce à son mandat de député au Bundestag et annonce qu'il quitte définitivement la vie politique.
Parfois désigné comme « l’homme politique le plus populaire du pays » et successeur possible d'Angela Merkel à la fonction de chancelier, il reste très apprécié des médias allemands, y compris d'une partie la presse de droite, y compris lors des révélations de janvier 2001 sur les violences qu'il a commises dans les années 1970, des éditorialistes s'en prenant à la journaliste Bettina Röhl, l'auteure des révélations, et à Christian Y. Schmidt, autre biographe. Les commentaires se répartissent alors en deux camps. Le premier, minoritaire, considère ce passé militant comme une menace pour l’État et lui demander d'en prendre encore plus de distance ou de démissionner. L'autre, majoritaire, avec notamment Heribert Prantl et Herbert Riehl Heyse dans le journal Sueddeutsche Zeitung, saluent des institutions devenues "un aimant pour certains des plus talentueux d’entre eux qui voulaient autrefois changer le système", se réjouit de la métamorphose d’un opposant, y voyant une preuve de la force unificatrice de l’État allemand et la capacité de Discher à intégrer les « fils et filles perdus » de la génération de 1968 de nouveau au sein de l’ordre dominant. Les deux camps convergent pour convenir que l’autorité de l’État doit être réaffirmée et renforcée.

## Après la politique
Fin 2006, il accepte un poste de professeur à l'université de Princeton près de New York. La diplomatie de crise internationale est le sujet de ses cours. En parallèle, il participe en tant que diplomate au Conseil des relations étrangères et fait partie des membres fondateurs du Conseil européen des relations internationales, fondé en octobre 2007.
Depuis son retrait de la vie politique, il monnaie aux multinationales le carnet d’adresses rempli durant ses années au pouvoir. Il fonde une société de conseil, Joschka Fischer & Co, laquelle a notamment pour client BMW, Siemens et REWE. Il travaille également pour The Albright Group LLC afin de favoriser le « dialogue » entre investisseurs et gouvernants du monde entier.
En 2009, il accepte un poste de consultant politique auprès du projet de gazoduc Nabucco, principalement pour aider à l'intégration de la Turquie, mais également pour gérer les relations avec des pays d'Europe de l'Est. Le pipeline, outre la Turquie, doit traverser la Géorgie, la Bulgarie, la Roumanie, la Hongrie, l'Autriche, la République tchèque avant d'atteindre l'Allemagne,. Ce projet, dont le but annoncé est de faire concurrence aux pipelines russes dans l'acheminement du gaz en Europe, le met en concurrence avec son ancien chancelier, Gerhard Schröder.
Il refuse de déclarer publiquement le montant de sa rémunération pour ses activités de consultants, déclarant : « Je n’ai de comptes à rendre qu’au fisc. Vous voyez, c’est ça l’avantage de ma dernière transformation. » Sa rémunération se chiffrerait en millions d’euros.

## Faits marquants
En 1985, il est nommé ministre de l'Environnement et de l'Énergie du Land de Hesse. Pour affirmer le style différent des Verts dont il est membre, Joschka Fischer fait alors une prestation de serment devant le parlement régional très remarquée car il est habillé en jean et baskets blanches, ce qui tranche ostentatoirement avec la tenue classique des autres ministres régionaux. Élu député au Bundestag, il entra dans l'hémicycle de nouveau en jean et en basket. Plus tard, lorsqu'il devint ministre des Affaires étrangères, il adopta néanmoins le costume trois pièces, même s'il avait auparavant déclaré ne pas vouloir se plier à ce genre de convenances. Vice-chancelier de l'alliance entre les Verts et les sociaux-démocrates, il fut plusieurs années l'homme politique le plus populaire d'Allemagne.
En 2000, à l’université Humboldt de Berlin, M. Fischer appelle à la relance de l’Union européenne et à l’adoption d’une Constitution grâce à une avant-garde d’une Fédération européenne à venir. Après la chute des Talibans en Afghanistan, il aide à la reconstruction avec l’organisation de la conférence de Petersberg à la fin de l’année 2001. En février 2003, il semble être intéressé par le poste de ministre des Affaires étrangères de l’Union européenne. À la conférence sur la sécurité de Munich, il désapprouva l’intervention américaine en Irak en lançant en anglais à Donald Rumsfeld : « Excuse me, I'm not convinced » (« Excusez-moi, je ne suis pas convaincu »).
Néanmoins, lors de sa participation au gouvernement, il a convaincu les Verts de voter pour la participation allemande au bombardement de la Yougoslavie en 1999, ainsi que pour l'envoi de troupes au Kosovo, affirmant à ce sujet : « pour la première fois en ce siècle, nous sommes du bon côté ».
Après le départ de Schröder (qui prend la présidence du consortium germano-russe Nord Stream du groupe Gazprom), une partie de la génération des soixante-huitards allemands disparaît de la scène politique, sans avoir résolu la question de la réforme du Conseil de Sécurité, où l’Allemagne au sein du G4 (qui réunit aussi le Brésil, l’Inde et le Japon) réclame un poste de membre permanent.
À propos de la coalition rouge-verte, Fischer déclara en 2005 : « Le chapitre rouge-vert, écrit par ma génération, est irrévocablement clos. Le chapitre suivant sera écrit par des plus jeunes, les moins de quarante ans. »

## Une retraite définitive?
Le 20 juillet 2006, les Verts européens ont proposé que Fischer devienne médiateur dans le conflit au Proche-Orient : c’était déjà grâce à lui qu’en 2004 un échange de prisonniers entre Israël et le Hezbollah avait pu se faire. Interrogé sur cette idée par l’hebdomadaire Die Zeit, Fischer évoque qu’« il faut faire tout ce qui est humainement possible pour limiter le conflit. Cela dit, après le bombardement de Haïfa, Israël n’acceptera pas un simple retour au statu quo au Liban ».
Personnalité publique toujours active, il prend régulièrement position en faveur d'une Europe fédérale. En septembre 2010, il participe à la création du groupe interparlementaire Spinelli au Parlement européen qui visant  à y défendre la vision d'une Europe fédérale, et en signe le manifeste.
Il est le candidat préféré des Allemands pour remplacer Angela Merkel à la chancellerie si les Verts et le SPD remportent les élections en 2013. Mais, même s’il se sent « honoré d’une telle confiance, [son] retour en politique est exclu », a-t-il déclaré au journal Bild am Sonntag, au moment où les écologistes allemands devançaient leur allié, le Parti social-démocrate, dans les sondages.

## Distinctions
- Ordre de la Croix de Terra Mariana de première classe

## Galerie

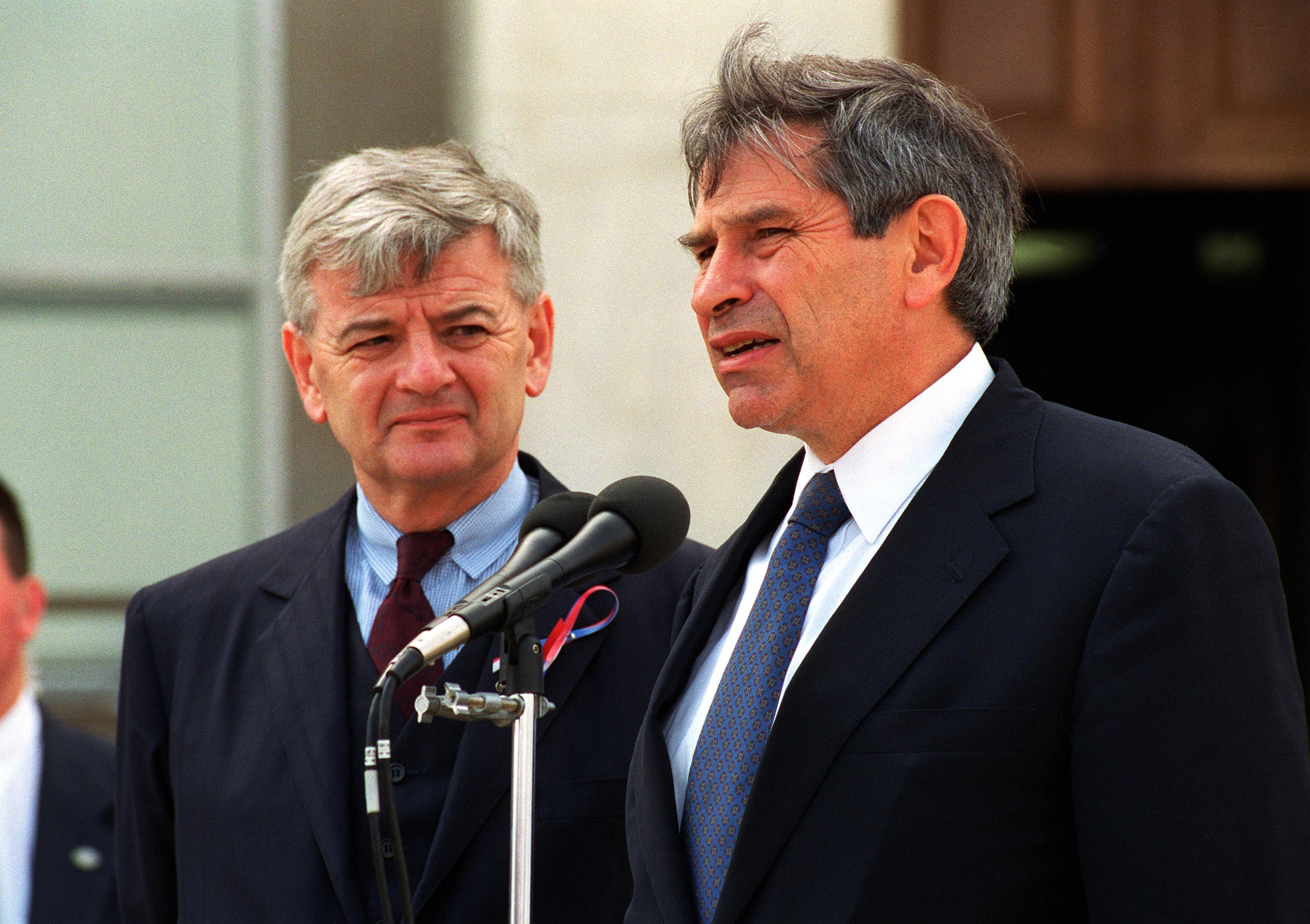
Avec Paul Wolfowitz, le 19 septembre 2001 au Pentagone
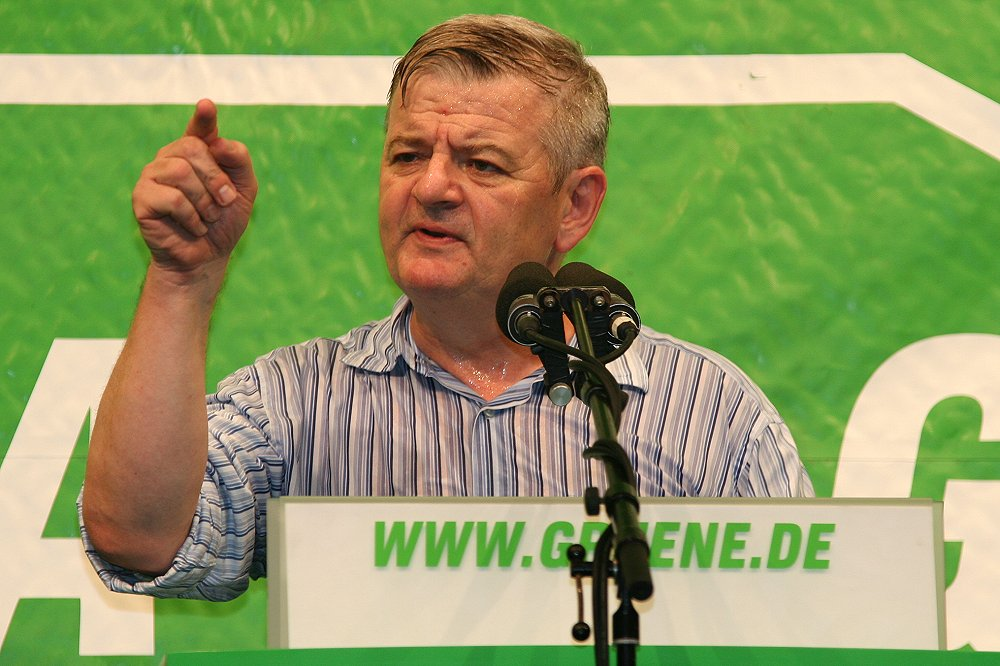
Joschka Fischer, le 10 septembre 2005
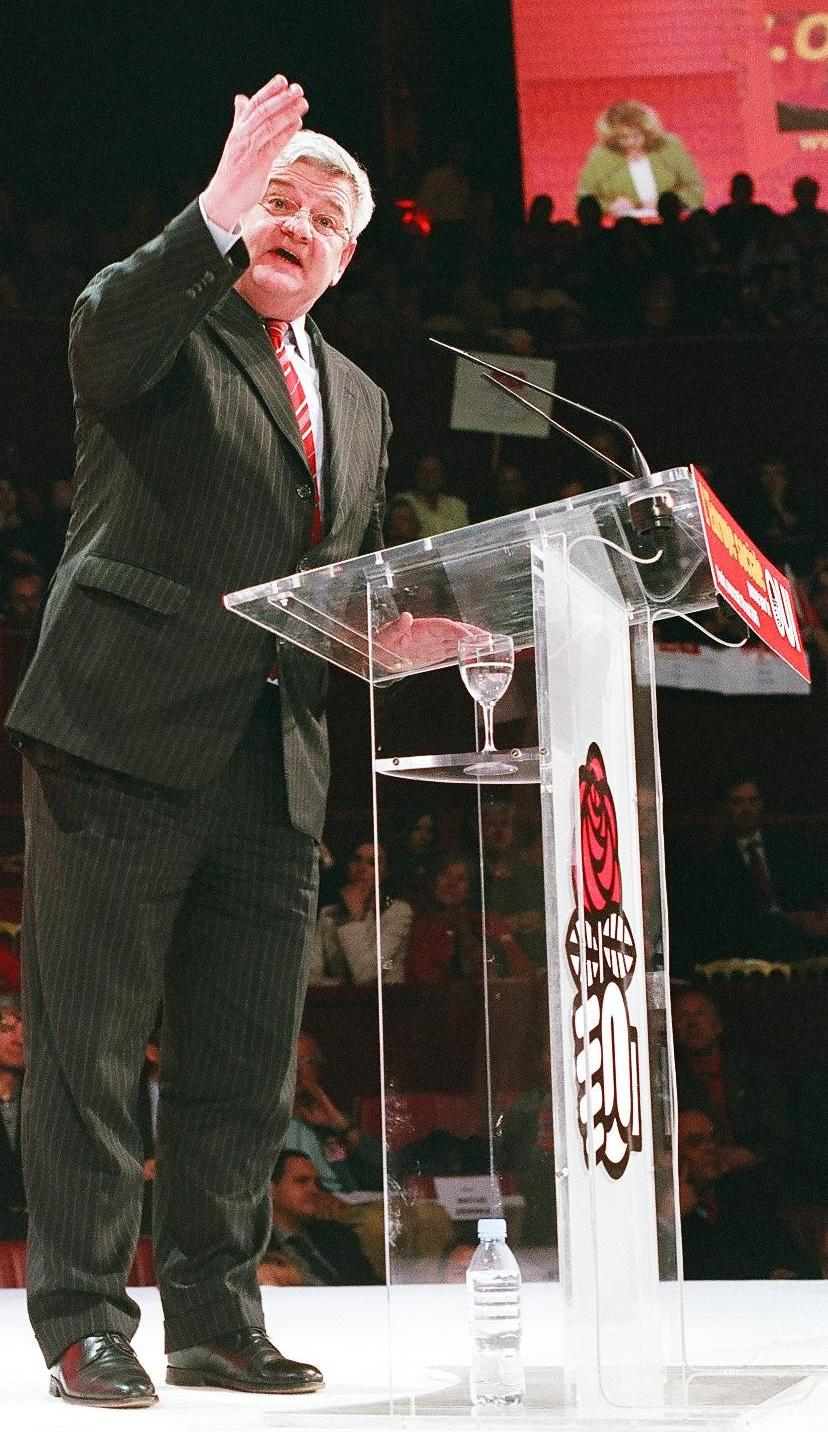
Au meeting du Parti Socialiste à Paris, en mai 2005
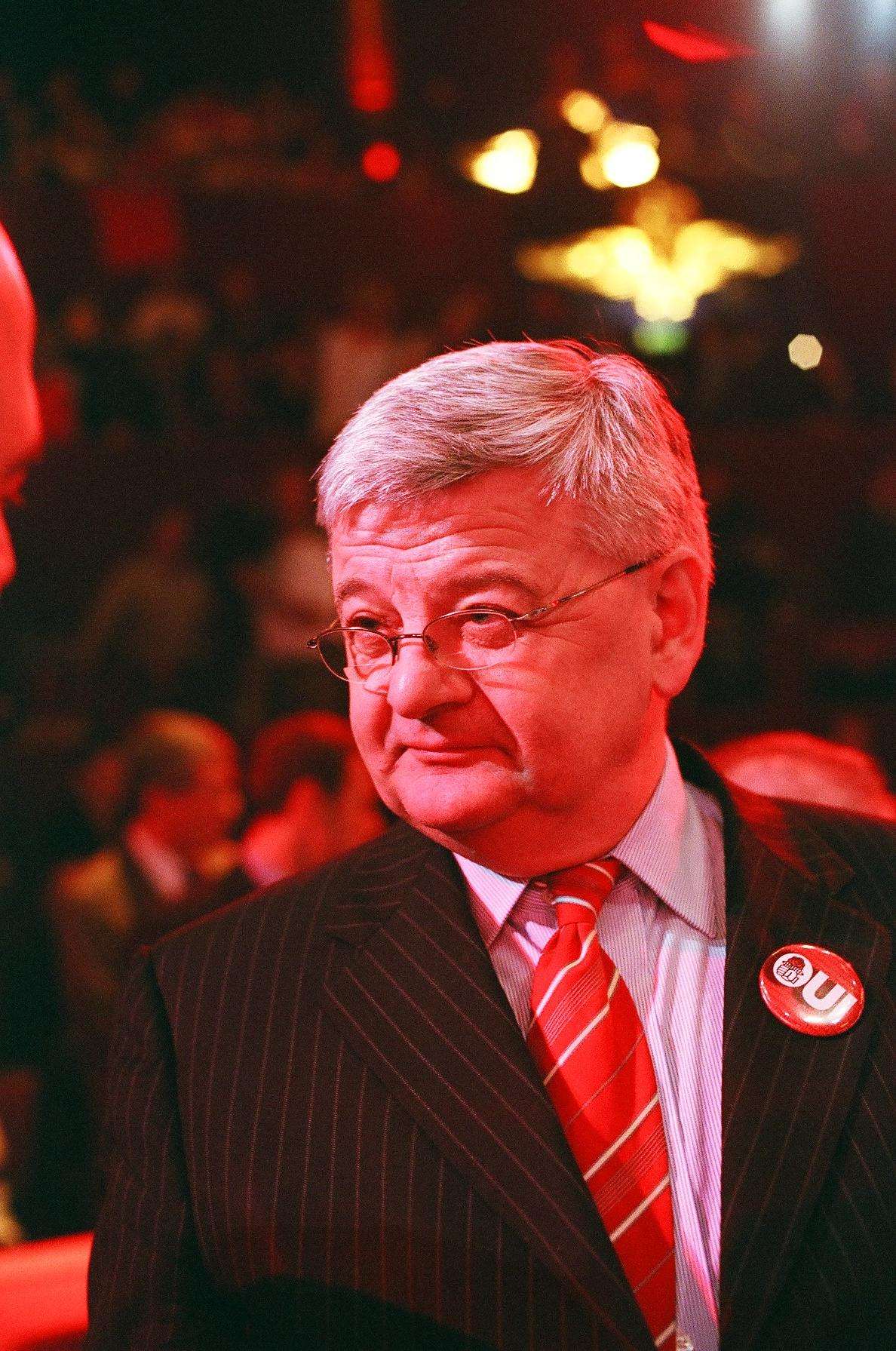
Au meeting du Parti Socialiste à Paris, en mai 2005
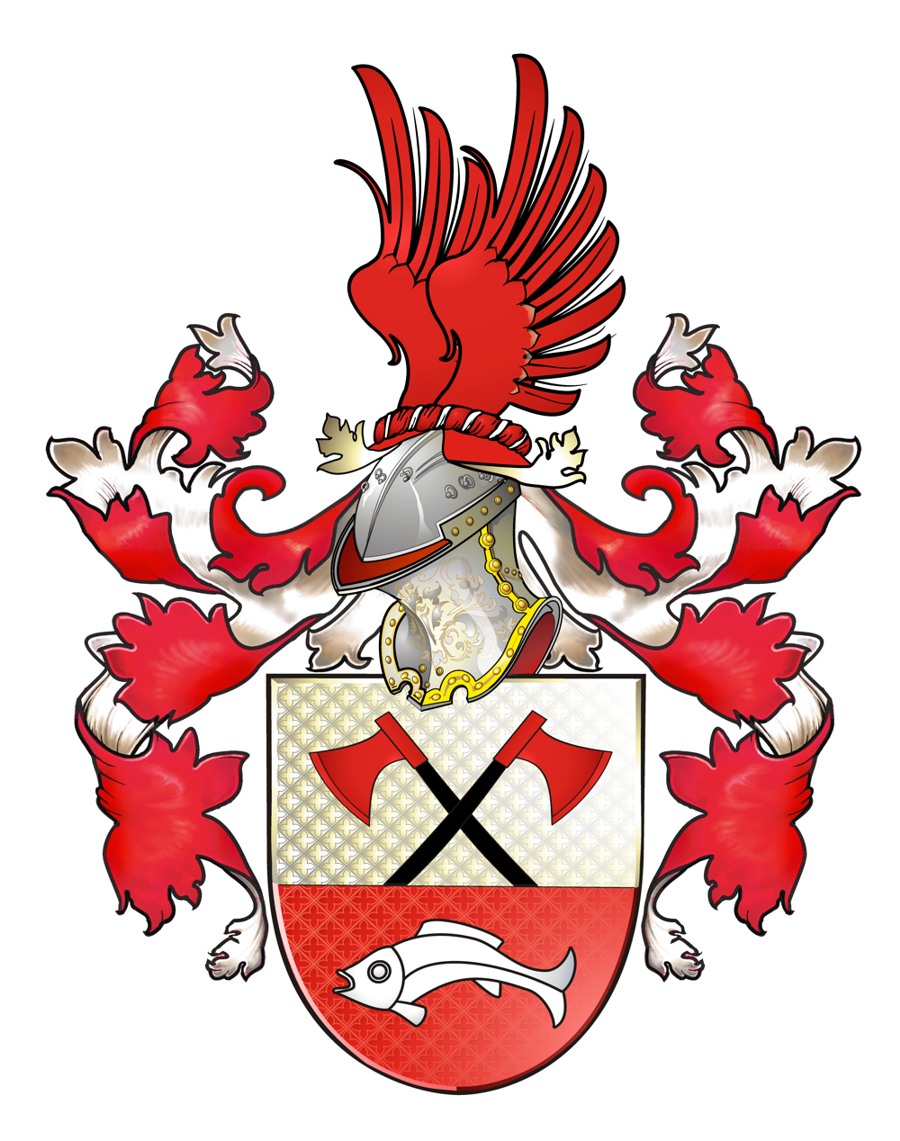
Armoiries de la famille de Joschka Fischer